# بلبل بسيط
بلبل بسيط (الاسم العلمي: Pycnonotus simplex) (بالإنجليزية: Cream-vented Bulbul)‏ هو نوع من الطيور يتبع جنس البلبل من فصيلة البلابل.